# Lophoterges aksuensis
Lophoterges aksuensis är en fjärilsart som beskrevs av Bang-haas 1912. Lophoterges aksuensis ingår i släktet Lophoterges och familjen nattflyn. Inga underarter finns listade i Catalogue of Life.